# Dreamshow
Dreamshow è un DVD dal vivo della cantante inglese Siouxsie, pubblicato nel 2005 dalla Demon Music.

## Il disco
È stato girato alla Royal Festival Hall di Londra il 16 ottobre 2004. Le canzoni sono eseguite sul palco con l'orchestra Millennia Ensemble. La scaletta comprende musiche dalla sua carriera trentennale con le sue band The Banshees e The Creatures.
Budgie, batterista e compositore nei due gruppi, è stato il direttore musicale in questo tour e ha riorchestrato le canzoni con Siouxsie. Come detto nelle interviste presenti nel bonus del DVD, questo concerto rappresenta per Siouxsie e Budgie una conquista musicale come avrebbero sempre voluto esibirsi sul palco insieme a Leonard Eto, un batterista giapponese di taiko prima nei Kodo Drummers. Siouxsie ha aggiunto che questo spettacolo è stato un sogno che si avvera, suonando anche con un'orchestra di quindici elementi tra cui due percussionisti, una sezione di ottoni e una d'archi. Budgie ha concluso l'intervista affermando che la collaborazione con Eto e l'orchestra, era due sogni oltre due notti: "non poteva essere meglio di così". Questa è stata l'ultima volta che ha suonato con Siouxsie poiché la coppia si sarebbe divisa nel 2007.
Alla sua uscita, il DVD è stato un successo commerciale, raggiungendo il n° 1 della classifica dei DVD musicali nel Regno Unito.

## Tracce
1. Say Yes! - 5:20 (da Hái! dei Creatures)
2. Around the World - 3:20 (da Hái! dei Creatures)
3. Seven Tears - 8:39 (da Hái! dei Creatures)
4. Godzilla! - 5:34 (da Hái! dei Creatures)
5. Standing There - 4:11 (da Boomerang dei Creatures)
6. Miss the Girl - 3:08 (da The Creatures dei Creatures)
7. Dear Prudence - 4:47 (singolo di Siouxsie and the Banshees)
8. Christine 3:18 (da Kaleidoscope di Siouxsie and the Banshees)
9. Killing Time - 5:07 (da Boomerang dei Creatures)
10. Obsession - 3:57 (da A Kiss in the Dreamhouse di Siouxsie and the Banshees)
11. Shooting Sun - 4:36 (lato B di This Wheel's on Fire di Siouxsie and the Banshees)
12. Kiss Them for Me - 4:41 (da Superstition di Siouxsie and the Banshees)
13. The Rapture - 13:40 (da The Rapture di Siouxsie and the Banshees)
14. But Not Them - 3:53 (dall'EP Wild Things dei Creatures)
15. Weathercade - 2:46 (lato B di Right Now dei Creatures)
16. Prettiest Thing - 5:16 (da Anima Animus dei Creatures)
17. Take Mine - 4:44 (da Anima Animus dei Creatures)
18. Pinned Down - 3:25 (dall'EP Eraser Cut dei Creatures)
19. Trust in Me - 4:11 (da Through the Looking Glass di Siouxsie and the Banshees)
20. Another Planet - 5:41 (da Anima Animus dei Creatures)
21. 2nd Floor - 8:33 (da Anima Animus dei Creatures)
22. Happy House - 5:36 (da Kaleidoscope di Siouxsie and the Banshees)
23. Not Forgotten - 8:21 (da The Rapture di Siouxsie and the Banshees)
24. Face to Face - 5:59 (singolo di Siouxsie and the Banshees)
25. Cities in Dust - 5:09 (da Tinderbox di Siouxsie and the Banshees)
26. Spellbound - 4:34 (da Juju di Siouxsie and the Banshees)
27. Peek-a-Boo - 4:30 (da Peepshow di Siouxsie and the Banshees)

### Extra
- Hong Kong Garden e altre quattro canzoni sono state suonate al 100 Club di Londra il 7 ottobre 2004
- Controllo del suono alla Royal Festival Hall
- Prove al Depot
- Intervista con Siouxsie e Budgie

## Formazione
- Siouxsie Sioux - voce
- Knox Chandler - chitarra
- Kristopher Pooley - tastiera
- Martin McCarrick - violoncello, armonica
- Budgie - batteria
- Leonard Eto - taiko
- Ananda Ellis - coro
- Rehanna Ellis	- coro